# Полуботок, Павел Леонтьевич

Па́вел Лео́нтьевич Полубо́ток (прижизненное написание — Павелъ Леонтіевичъ Полуботокъ или Полуботковъ; укр. Павло Полуботок; ок. 1660, хутор Полуботовка, Воеводство Киевское, Корона Польская, Речь Посполитая — 29 декабря 1724, Петропавловская крепость, Российская империя) — военный и политический деятель Войска Запорожского, черниговский полковник, помещик, «один из первых богачей Гетманщины».
После смерти Ивана Скоропадского наказной гетман (исполняющий обязанности гетмана Войска Запорожского) (1722—1724), не признанный официально на казацком сейме.
Ставленник и деятельный участник дворцовых интриг А. Д. Меншикова, главный политический оппонент С. Л. Вельяминова, возглавлявшего Малороссийскую коллегию. В 1723 году в ходе расследования А. И. Румянцева Полуботок по обвинению в интригах и составлении «ложных челобитных» был заточён Петром Великим вместе с «подельными товарищами» в Петропавловскую крепость, где и скончался.

## Биография
Родился на хуторе Полуботовка в семье бунтюжного. Был богатейшим человеком. Во время измены И. Мазепы в 1708 был в числе четырёх полковников, оставшихся верными Петру I. Стал «наказным гетманом» в 1722 году.

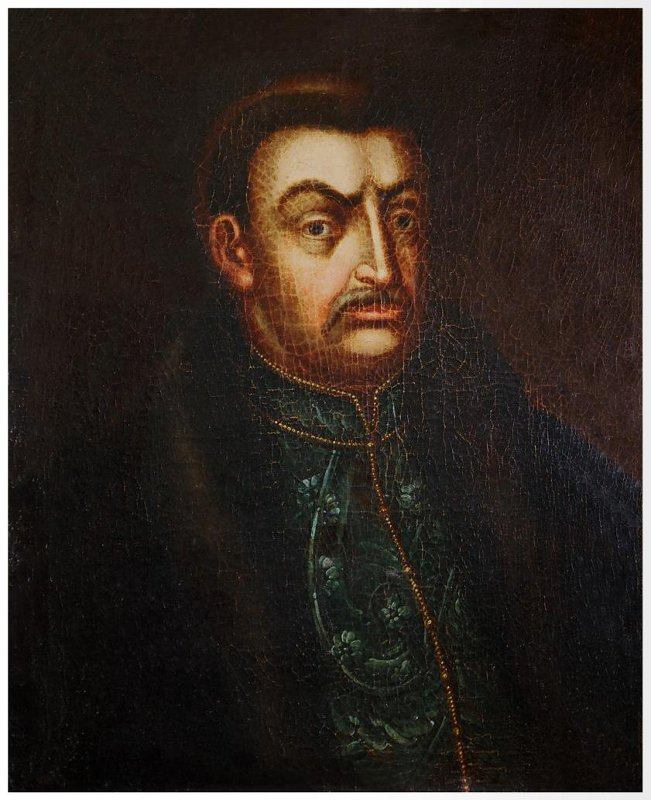
Портрет Павла Леонтьевича Полуботка, кон. XVII - XVIII вв.

После смерти Скоропадского началась упорная борьба старшины во главе с Полуботком за власть в Малой России. В 1723 году запорожские казаки, под начальством Голицына, для защиты России от набегов, выступили в поход к Буцкому броду. Во время стоянки лагерем на реке Коломаке, главным образом при содействии командира Миргородского полка (миргородского полковника) Апостола, были написаны челобитные об отмене сборов и об избрании народом гетмана, отосланы в Глухов, в коллегию, а оттуда отправлены в Санкт-Петербург. Эти коломацкие челобитные удивили Петра Великого. Петром был послан на Малую Россию расследовать все обстоятельства их составления А. И. Румянцев, действительно ли народ участвовал в их (челобитных посланий) составлении. Румянцев провёл опрос местных жителей и привез отрицательный ответ, раскрыв целую сеть интриг Полуботка и других старшин. Сыну Полуботка Андрею приказывалось призвать сотника любецкого и заверить его в полном удовлетворении, которое будет дано людям его сотни, лишь бы они, да и сам сотник, не жаловались Румянцеву на Полуботка. Велено писать жалобы на россиян, на их бесчинства, на тяготы от постоя войск. От своих людей, находившихся в казачьих отрядах стоявших при границе на реке Коломаке, удалось добиться составления петиции на царское имя с жалобами на притеснения великорусского начальства, его несправедливости и незаконные поборы. Все было сделано, чтобы парализовать работу Румянцева и сбить его планы. Тем не менее, многое ему удалось узнать, а главное, убедиться в страшном недовольстве народа казачьим режимом. Ещё до получения от него донесений, Петр узнал о проделках Полуботка, о подкупе подьячих, и приказал учинить следствие. Все бумаги арестованных попали в руки властей, благодаря чему вскрылась не только картина их происков, но и многие беззакония на Украине, которые хотели скрыть. В мае 1723 года Полуботок был вызван в Петербург, где он подал челобитную Петру I об отмене новых стеснительных порядков, чем очень разгневал царя (так как император ранее указал об обращении по-инстанции) который велел Полуботка с товарищами (подельними) посадить в Петропавловскую крепость и провести следствие. Умер в декабре 1724 года в заключении от болезни, отказавшись от присланного императором лекаря.

## Мифы
В украинской историографии с именем Полуботка связано несколько мифов:
- В частности, «История русов» приводит довольно подробные обличительные речи Полуботка, якобы произнесённые в заключении; в частности, перед смертью гетман сказал: «Я вражды к тебе никогда не имел и не имею, и с тем умираю, как христианин. Верю несомненно, что за невинное страдание моё и моих ближних, будем судиться от общего и нелицемерного Судии нашего, Всемогущего Бога, и скоро пред Ним оба предстанем, и Пётр с Павлом там рассудятся» (хотя непонятно, кто из палачей мог их записать и как они оттуда попали к автору данного памфлета полвека спустя).
- Ещё один распространённый миф — про «клад Полуботка», то есть про золотой запас казацкой старшины, будто бы переданный на хранение в один из английских банков под процент и не возвращённый. Неоднократно предпринимались попытки обнаружить это золото — как во времена Российской империи, так и во времена советской власти и постсоветской Украины, однако никаких свидетельств реального существования этого вклада не обнаружено.

## Память

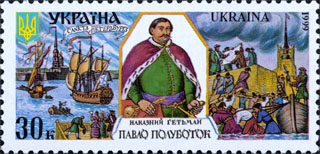
На почтовой марке Украины, 1999 год

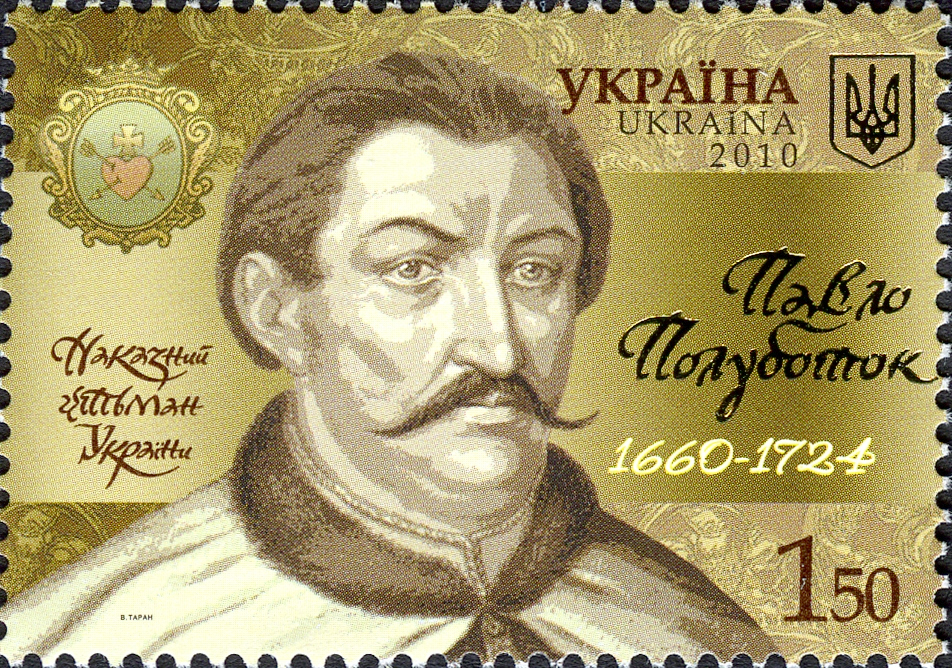
На почтовой марке Украины, 2010 год

В 1999 и 2010 годах Укрпочтой были выпущены почтовые марки, посвящённые Павлу Полуботку.